# Celinščica
Celinščica (grkljanka, lat. Prunella), rod poluzimzelenih trajnica iz porodice usnača (Lamiaceae) raširen Europom, Azijom. sjevernom Afrikom i Sjevernom Amerikom.
Staništa su im livade, pašnjaci i svjetle šume. Cvjetovi su dvospolni, ljubičasto plave boje kod P. vulgaris. Plod je kalavac.
Biljke ovih vrsta koristile su se u tradicionalnoj medicini, te u prehrani. U Sjevernoj Americi koristili su je Coast Salishi, Quinaulti,  Quileute i druga plemean u svojoj medicini. Djeluje antiseptično, antibakterijsko i antioksidativno.
Rod se sastoji od 13 vrsta:

## Vrste
1. Prunella albanica Pénzes
2. Prunella × bicolor Beck
3. Prunella × codinae Sennen
4. Prunella cretensis Gand.
5. Prunella × gentianifolia Pau
6. Prunella grandiflora (L.) Turra
7. Prunella hyssopifolia L.
8. Prunella × intermedia Link
9. Prunella laciniata (L.) L.
10. Prunella orientalis Bornm.
11. Prunella prunelliformis (Maxim.) Makino
12. Prunella × surrecta Dumort.
13. Prunella vulgaris L.